# Zallascht Sadat
Pour les articles homonymes, voir Sadat.
Zallascht Sadat, née le 12 avril 1986 à Kaboul, est un mannequin germano-afghan ayant été couronnée Miss Afghanistan 2009 et Miss Deutschland 2010.